# خوان هیلاریو ماررو
خوان هیلاریو ماررو (انگلیسی: Juan Hilario Marrero; ۸ دسامبر ۱۹۰۵ – ۱۴ فوریهٔ ۱۹۸۹) بازیکن فوتبال اهل اسپانیا بود.
از باشگاه‌هایی که در آن بازی کرده‌است می‌توان به باشگاه فوتبال رئال مادرید، باشگاه فوتبال دپورتیوو لاکرونیا، و باشگاه فوتبال بارسلونا، باشگاه فوتبال والنسیا، باشگاه فوتبال دپورتیوو لاکرونیا، و باشگاه فوتبال الچه اشاره کرد.
وی همچنین در تیم ملی فوتبال اسپانیا بازی کرده‌است.